# Generali Open Kitzbühel 2023
Generali Open Kitzbühel 2023 là một giải quần vợt thi đấu trên mặt sân đất nện ngoài trời. Đây là lần thứ 79 giải Austrian Open Kitzbühel được tổ chức, và là một phần của World Tour 250 trong ATP Tour 2023. Giải đấu diễn ra tại Tennis stadium Kitzbühel ở Kitzbühel, Áo, từ ngày 31 tháng 7 đến ngày 5 tháng 8 năm 2023.

## Điểm và tiền thưởng

### Phân phối điểm
| Sự kiện | VĐ  | CK  | BK | TK | Vòng 1/16 | Vòng 1/32 | Q  | Q2 | Q1 |
| Đơn     | 250 | 150 | 90 | 45 | 20        | 0         | 12 | 6  | 0  |
| Đôi     | 250 | 150 | 90 | 45 | 0         | —         | —  | —  | —  |

### Tiền thưởng
| Sự kiện | VĐ      | CK      | BK      | TK      | Vòng 1/16 | Vòng 1/32 | Q2     | Q1     |
| Đơn     | €85,605 | €49,940 | €29,355 | €17,010 | €9,880    | €6,035    | €3,020 | €1,645 |
| Đôi*    | €29,740 | €15,910 | €9,330  | €5,220  | €3,070    | —         | —      | —      |

*mỗi đội

## Nội dung đơn

### Hạt giống
| Quốc gia | Tay vợt                 | Xếp hạng1 | Hạt giống |
| -------- | ----------------------- | --------- | --------- |
| ARG      | Tomás Martín Etcheverry | 34        | 1         |
| GER      | Yannick Hanfmann        | 45        | 2         |
| ARG      | Pedro Cachin            | 49        | 3         |
| AUT      | Sebastian Ofner         | 52        | 4         |
| SRB      | Laslo Djere             | 57        | 5         |
| ESP      | Roberto Carballés Baena | 59        | 6         |
| SRB      | Dušan Lajović           | 60        | 7         |
| GER      | Daniel Altmaier         | 61        | 8         |

- 1 Bảng xếp hạng vào ngày 24 tháng 7 năm 2023.[2]

### Vận động viên khác
Đặc cách:
- Filip Misolic
- Thiago Seyboth Wild
- Dominic Thiem

Bảo toàn thứ hạng:
- Guido Pella

Miễn đặc biệt:
- Alexei Popyrin

Vượt qua vòng loại:
- Guido Andreozzi
- Facundo Bagnis
- Hamad Medjedovic
- Dennis Novak

Thua cuộc may mắn:
- Juan Manuel Cerúndolo

### Rút lui
- Roberto Bautista Agut → thay thế bởi  Arthur Rinderknech
- Miomir Kecmanović → thay thế bởi  Alex Molčan
- Alexei Popyrin → thay thế bởi  Juan Manuel Cerúndolo
- Lorenzo Sonego → thay thế bởi  Daniel Elahi Galán
- Botic van de Zandschulp → thay thế bởi  Marc-Andrea Hüsler

## Nội dung đôi

### Hạt giống
| Quốc gia | Tay vợt         | Quốc gia | Tay vợt              | Xếp hạng1 | Hạt giống |
| -------- | --------------- | -------- | -------------------- | --------- | --------- |
| AUT      | Alexander Erler | AUT      | Lucas Miedler        | 77        | 1         |
| ITA      | Simone Bolelli  | ITA      | Andrea Vavassori     | 84        | 2         |
| FRA      | Sadio Doumbia   | FRA      | Fabien Reboul        | 90        | 3         |
| ECU      | Gonzalo Escobar | KAZ      | Aleksandr Nedovyesov | 96        | 4         |

- 1 Bảng xếp hạng vào ngày 24 tháng 7 năm 2023.

### Vận động viên khác
Đặc cách:
- Filip Misolic /  Joel Josef Schwärzler
- Sebastian Ofner /  Dominic Thiem

## Nhà vô địch

### Đơn
- Sebastián Báez đánh bại  Dominic Thiem, 6–3, 6–1

### Đôi
- Alexander Erler /  Lucas Miedler đánh bại  Gonzalo Escobar /  Aleksandr Nedovyesov, 6–4, 6–4